# Одавара
Одавара (јап. 小田原市) град је у Јапану у префектури Канагава. Према попису становништва из 2005. у граду је живело 198.741 становника.

## Становништво
Према подацима са пописа, у граду је 2005. године живело 198.741 становника.
| 1995.   | 2000.   | 2005.   |
| ------- | ------- | ------- |
| 200.103 | 200.173 | 198.741 |